# Заболотье (Брестский район)
За́болотье (бел. Забалацце) — деревня в Брестском районе Брестской области Белоруссии. Входит в состав Мухавецкого сельсовета.

## География
Находится в 15,5 км к юго-востоку от центра Бреста и в 6 км по автодорогам к северо-востоку от Мухавца, на пересечении автодорог Н-133 «Брест — Гайковка» и Н-431 «Заболотье — Херма» и неподалёку от речки Каменка. Название происходит от расположения деревни за болотом.

## История
Впервые упоминается в 1589 году как деревня Берестейского повета Берестейского воеводства ВКЛ.
С 1753 года ей владел И. Матушевич. С 1795 года после раздела Польши — в составе Российской империи, с 1801 года — в Гродненской губернии.
В 1869 году деревня принадлежала господину Ляшкевичу, в 1870 году деревня со 165 ревизскими душами являлась центром сельского общества. В 1905 году — деревня Каменицко-Жировецкой волости Брестского уезда.
После Рижского мирного договора 1921 года — в составе гмины Каменица-Жировецкая Брестского повята Полесского воеводства Польши, 15 дворов.
С 1939 года — в составе БССР. Во время Великой Отечественной войны действовала подпольная антифашистская ячейка.

## Инфраструктура
Действуют фельдшерско-акушерский пункт и магазин. Работают КФХ «БелАгроГриб» по производству шампиньонов, производство мебели и конный клуб «Золотой лев» (на территории ЧУТП «Вероземская»). К востоку от деревни находился военный городок.

## Население
На 1 января 2018 года насчитывалось 159 жителей в 77 домохозяйствах, из них 23 младше трудоспособного возраста, 87 — в трудоспособном возрасте и 49 — старше трудоспособного возраста.